# Elbląg
Elbląg (← poloneză, germană Elbing) este un municipiu în voievodatul Varmia și Mazuria, Polonia, reședința județului de nume omonim. Are o populație de 127 892 locuitori și suprafață de 81,5 km².